# Mrs. Harris und ein Kleid von Dior
Mrs. Harris und ein Kleid von Dior (Originaltitel Mrs. Harris Goes to Paris) ist eine Tragikomödie aus dem Jahr 2022 von Regisseur Anthony Fabian mit Lesley Manville als Ada Harris, Isabelle Huppert, Lambert Wilson, Alba Baptista und Lucas Bravo. Das Drehbuch basiert auf dem 1958 veröffentlichten Roman Mrs. ’Arris Goes to Paris von Paul Gallico, der 1982 unter dem Titel Ein Kleid von Dior mit Inge Meysel und 1992 unter dem Titel Das schönste Kleid der Welt (Mrs. ’Arris Goes to Paris) mit Angela Lansbury in der Titelrolle verfilmt wurde. In den USA kam der Film am 15. Juli 2022 in die Kinos, der deutsche und österreichische Kinostart war am 10. November 2022.

## Handlung
Ada Harris lebt in den 1950er-Jahren in London, ihr Mann ist aus dem Krieg nicht zurückgekehrt. Um ihren Lebensunterhalt zu finanzieren, arbeitet sie als Putzfrau für die gehobene Gesellschaft. Dabei sieht sie eines Tages bei einer Kundin ein Kleid von Dior. Es wird ihr Traum, ein ebensolches zu besitzen.
Nach einer Rentennachzahlung für Kriegswitwen, einem Gewinn beim Hunderennen und Zusammenkratzen aller ihrer finanziellen Reserven hat sie die 600 Pfund zusammen, um ein Kleid von Dior zu kaufen. Sie reist mit einem leeren Köfferchen, in dem sie das Kleid nach Hause transportieren will, nach Paris. Bei Dior findet gerade eine Modenschau statt. In dem Trubel vor dem Portal fällt das Model Natasha zu Boden, Mrs. Harris hilft ihr auf und trägt ihr dann die Handtasche nach. Auf diese Weise findet sie sich im Raum der Show wieder, wo sie mit ihrer einfachen Kleidung sofort auffällt. Als die Directrice sie aus dem Raum verweisen will und ihr ein Kaufhaus empfiehlt, öffnet Mrs. Harris ihre Handtasche, und die Rollen mit Pfundnoten kullern auf den Tisch. Das ändert die Situation, denn eine Kundin, die bar bezahlt in einem Kundenkreis, der chronisch mit den Zahlungen im Rückstand ist, ist eine Seltenheit, und die Firma Dior, die sich in einer existenzbedrohenden Finanzkrise befindet, kann Bargeld brauchen. Der Marquis de Chassagne hat den Vorfall beobachtet, lädt Mrs. Harris ein, neben ihm Platz zu nehmen, weiht sie in die Gepflogenheiten einer Modenschau bei Dior ein und verwickelt sie in Gespräche. Nach der Show schnappt ihr aber Madame Avallon, die Ehefrau des Pariser „Müllpaten“, die bevorzugte rote Kreation „Versuchung“ vor der Nase weg und sie muss sich mit ihrer zweiten Wahl zufriedengeben, einem grünen Abendkleid.
Da das Kleid auf ihre Maße angepasst werden muss, muss sie noch in Paris bleiben. André, ein junger Mitarbeiter Diors, der für die Finanzen des Hauses zuständig ist, bietet ihr eine Übernachtungsmöglichkeit in seiner Wohnung an. Wie Model Natasha, die André sehr gut gefällt, liest auch André Bücher, La nausée zum Beispiel, einen Krimi, wie Mrs. Harris meint. Sie erzählt ihm, dass Natasha auch gerade einen dicken Krimi liest, er heißt L’être et le néant oder so ähnlich und sie drängt ihn, endlich auf Natasha zuzugehen, die ganz offensichtlich in ihn verliebt ist.
Nachdem die Directrice sich aufgrund der finanziellen Situation gezwungen sieht, einige Mitarbeiter von Dior zu kündigen, organisiert Mrs. Harris einen Streik. Außerdem schafft sie es, Christian Dior davon zu überzeugen, sich Andrés Ideen zur Modernisierung des Unternehmens und Öffnung für neue Kundenkreise anzuhören, damit dieses wieder profitabel wird.
Zurück in London leiht sie der Schauspielerin Pamela, einer ihrer Arbeitgeberinnen, das Dior-Kleid für einen Abend. Auf der Party fängt das Kleid Feuer, und die Geschichte vom verbrannten Dior-Kleid macht Schlagzeilen in den Medien. Eines Morgens erhält Mrs. Harris ein Paket aus Paris mit einem Brief von Dior. Madame Avallon konnte die Rechnung nicht begleichen, weil die Firma ihres Mannes Insolvenz anmelden musste. Da die Presseberichte Dior aber so viele neue Aufträge eingebracht haben, schickt er ihr als Dank das rote Kleid ihrer Wahl. In London geht sie wie früher ihrer Arbeit nach. Das Kleid trägt sie, wenn sie mit ihrer Freundin ein Tanzcafé besucht.

## Besetzung und Synchronisation
Die deutschsprachige Synchronisation übernahm die Interopa Film. Dialogregie führte Hannes Maurer, das Dialogbuch schrieb Alexander Löwe.
| Rolle                | Darsteller       | Synchronsprecher  |
| -------------------- | ---------------- | ----------------- |
| Ada Harris           | Lesley Manville  | Karin David       |
| André Fauvel         | Lucas Bravo      | François Goeske   |
| Archie               | Jason Isaacs     | Matthias Klie     |
| Claudine Colbert     | Isabelle Huppert | Beate Haeckl      |
| Giles Newcombe       | Christian McKay  | Oliver Siebeck    |
| Lady Dant            | Anna Chancellor  | Andrea Aust       |
| Marquis de Chassagne | Lambert Wilson   | Bernd Vollbrecht  |
| RAF Officer          | Freddie Fox      | Tim Schwarzmaier  |
| Natasha              | Alba Baptista    | Muriel Bielenberg |
| Violet Butterfield   | Ellen Thomas     | Almut Zydra       |

## Produktion und Hintergrund
Produziert wurde der Film von der britischen Moonriver Content (Produzent Xavier Marchand), der britischen Elysian Films Ltd. (Produzent Anthony Fabian), der französischen Superbe Films (Produzent Guillaume Benski) und der ungarischen Hero Squared (Produzenten Jonathan Halperyn und Daniel Kresmery). Die Dreharbeiten fanden in London, Budapest und Paris statt.
Die Kamera führte Felix Wiedemann, die Montage verantwortete Barney Pilling und das Casting Katalin Baranyi (Ungarn), Andy Pryor (UK) und Mathilde Snodgrass (Frankreich). Die Musik schrieb Rael Jones, das Kostümbild gestaltete die dreifache Oscar-Preisträgerin Jenny Beavan  (Cruella, Mad Max: Fury Road, Zimmer mit Aussicht) und das Szenenbild Luciana Arrighi.
Das Drehbuch basiert auf dem 1958 veröffentlichten Roman Mrs. ’Arris Goes to Paris von Paul Gallico, der zuvor 1982 unter dem Titel Ein Kleid von Dior mit Inge Meysel und 1992 mit Angela Lansbury in der Titelrolle verfilmt wurde.

## Rezeption
Jörg Brandes bezeichnete den Film auf Filmstarts.de als „hübsch designtes Wohlfühlkino“ und vergab 3,5 von fünf Sternen. Der Film könne mit seiner Aschenputtel-artigen Mär hemmungslos in Nostalgie schwelgen. Dies gelte auch für die Optik: Das Set-Design sei superb. Auch Kostümbildnerin Jenny Beavan konnte sich erneut so richtig austoben. Hauptdarstellerin Lesley Manville glänzte in der Hauptrolle, zwanglos changierend zwischen dramatischer Tiefe und komödiantischer Leichtigkeit und sei als Titelheldin eine Sympathieträgerin par excellence. Absolut glaubwürdig statte sie ihre Mrs. Harris mit ebenso großer Zähigkeit wie ansteckender Herzlichkeit aus.
Ähnlich meinte Irene Genhart  auf Filmdienst.de, dass der Film mit viel Liebe für Details und großem Flair für die 1950er-Jahre inszeniert sei. Die Ausstattung sei überaus sorgfältig. Farbgebung, Beleuchtung und ein geruhsames Erzähltempo verpassten dem Film einen fast schon gemütlichen 1950er-Jahre-Touch. Der Film sei auch weitgehend gut besetzt, Lesley Manville spiele Ada Harris hinreißend, liebenswert und mit tiefer Menschlichkeit.
Anke Sterneborg bewertete den Film epd-film.de mit drei von fünf Sternen. Auch wenn Regisseur Anthony Fabian in Tonfall und Rhythmus recht sprunghaft sei und vor allem die Pariser arg klischeehaft geraten seien, entfalte das sanft plätschernde Modetraummärchen durchaus liebenswerten Charme.

## Auszeichnungen und Nominierungen
British Academy Film Awards 2023
- Nominierung in der Kategorie  Bestes Kostümdesign (Jenny Beavan)

British Independent Film Awards 2022
- Auszeichnung in der Kategorie Bestes Kostümdesign (Jenny Beavan)

Costume Designers Guild Awards 2023
- Nominierung für die Besten Kostüme in einem Historienfilm (Jenny Beavan)[13]

Golden Globe Awards 2023
- Nominierung in der Kategorie Beste Hauptdarstellerin – Komödie oder Musical (Lesley Manville)

Music Supervisors Guild Awards 2023
- Nominierung für die Beste Musik-Supervision eines Films mit einem Budget von maximal 25 Millionen US-Dollar (Dushiyan Piruthivirajah)[14]

Oscarverleihung 2023
- Nominierung in der Kategorie Bestes Kostümdesign (Jenny Beavan)